# Al Negratti
Albert Edward Negratti (1921. június 12. – Green Bay, Wisconsin, 1998. január 19.) amerikai kosárlabdázó, kosárlabdaedző és atlétikai igazgató.
A Seton Hall Egyetemen kosárlabdázott, majd 1946–1947-ben a Washington Capitols profi csapat játékosa volt. 1955 és 1967 között a Portland Pilots férfikosárlabda-edzője volt, eredménye 163–156.
1998-ban rákban hunyt el wisconsini otthonában.

## Statisztika
| Szezon  | Csapat              | GP | FG%  | FT%  | APG | PPG |
| ------- | ------------------- | -- | ---- | ---- | --- | --- |
| 1946–47 | Washington Capitols | 11 | .188 | .625 | .5  | 2,8 |

## Fordítás
- Ez a szócikk részben vagy egészben  az   Al Negratti című angol Wikipédia-szócikk ezen változatának fordításán alapul.  Az eredeti cikk szerkesztőit annak laptörténete sorolja fel. Ez a jelzés csupán a megfogalmazás eredetét és a szerzői jogokat jelzi, nem szolgál a cikkben szereplő információk forrásmegjelöléseként.